# Antonio Renato Toniolo
Antonio Renato Toniolo (Pisa, 7 aprile 1881 – Bologna, 9 maggio 1955) è stato un geografo italiano.

## Biografia
Laureato in Scienze naturali a Pisa nel 1904 con il Prof. Mario Canavari andò a studiare a Firenze alla scuola di Carlo De Stefani e Olinto Mannelli e a Padova come assistente di Luigi De Marchi dal 1907 al 1914. Conseguita la libera docenza nel 1912 passa a Firenze invitato con l'incarico dell'insegnamento di Geografia nell'Istituto Superiore di Magistero. Poco dopo vinceva il concorso per la cattedra nell'Università di Pisa insegnando dal 1922 al 1936, e di Bologna, dal 1936 al 1955.
Autore di oltre 150 studi su tutte le discipline del settore geografico, dalla Limnologia alla Geomorfologia, dalla Geografia umana alla Geografia fisica e alla Fitogeografia, fu riconosciuto per molti anni come il vero maestro della geografia italiana.
Noto soprattutto per il suo Compendio di geografia generale, la cui prima edizione risale al 1939, fu anche fra il 1946 e il 1955 direttore del Centro per la geografia fisica del CNR.